# Кэйллат, Колби
Колби Кэйллат (англ. Colbie Caillat о файле/ˈkoʊlbi kəˈleɪ/, род. 28 мая 1985 года, Малибу, Калифорния, США) — американская поп-певица и автор песен. 

## Биография
В 2007 году вышел дебютный альбом Колби Кэйллат «Coco», в который вошли хиты «Bubbly», «Realize» и «Little Things». В 2008 году она записала дуэт с Джейсоном Мразом («Lucky»), который получил премию «Грэмми».

## Дискография
- Coco (2007)
- Breakthrough (2009)
- All Of You (2011)
- Gypsy Heart (2014)
- The Malibu Sessions (2016)

## Туры
- 2008: John Mayer 2008 Summer Tour
- 2008: Coco Summer Tour
- 2008: Coco World Tour
- 2009/2010: Breakthrough World Tour